# Primera División 1991 (Chili)
In 1991 werd het 59ste seizoen gespeeld van de Primera División. Colo-Colo werd kampioen. 

## Eindstand
| Plaats | Club                     | Wed. | W  | G  | V  | Saldo | Ptn. |
| ------ | ------------------------ | ---- | -- | -- | -- | ----- | ---- |
| 1      | Colo-Colo                | 30   | 18 | 8  | 4  | 57:25 | 44   |
| 2      | Coquimbo Unido (P)       | 30   | 15 | 9  | 6  | 41:31 | 39   |
| 3      | Universidad Católica     | 30   | 16 | 6  | 8  | 54:38 | 38   |
| 4      | O'Higgins                | 30   | 15 | 7  | 8  | 50:33 | 37   |
| 5      | Fernández Vial           | 30   | 13 | 6  | 11 | 28:33 | 32   |
| 6      | Cobreloa                 | 30   | 13 | 5  | 12 | 57:40 | 31   |
| 7      | Deportes Concepción      | 30   | 11 | 9  | 10 | 43:49 | 31   |
| 8      | Deportes Antofagasta (P) | 30   | 8  | 13 | 11 | 22:24 | 29   |
| 9      | Palestino                | 30   | 7  | 15 | 8  | 39:43 | 29   |
| 10     | Deportes La Serena       | 30   | 11 | 6  | 13 | 42:56 | 28   |
| 11     | Cobresal                 | 30   | 8  | 11 | 11 | 43:35 | 27   |
| 12     | Unión Española           | 30   | 10 | 7  | 13 | 50:49 | 27   |
| 13     | Everton                  | 30   | 10 | 7  | 13 | 35:39 | 27   |
| 14     | Universidad de Chile     | 30   | 7  | 9  | 14 | 36:39 | 23   |
| 15     | Provincial Osorno (P)    | 30   | 5  | 9  | 16 | 35:66 | 19   |
| 16     | Santiago Wanderers       | 30   | 3  | 13 | 14 | 26:58 | 19   |

|     | Kampioen, gekwalificeerd voor Copa Libertadores 1992 |
|     | Gekwalificeerd voor Copa Libertadores 1992           |
|     | Gekwalificeerd voor Pre-Libertadores                 |
|     | Degradatie-eindronde                                 |
|     | Degradatie                                           |
| (P) | Promovendus                                          |

### Degradatie-eindronde
| Plaats | Club                  | Wed. | W | G | V | Saldo | Ptn. |
| ------ | --------------------- | ---- | - | - | - | ----- | ---- |
| 1      | Everton               | 3    | 2 | 1 | 0 | 4:1   | 5    |
| 2      | Universidad de Chile  | 3    | 2 | 0 | 1 | 7:2   | 4    |
| 3      | Soinca Bata           | 3    | 1 | 0 | 2 | 4:3   | 2    |
| 4      | Deportes Puerto Montt | 3    | 0 | 0 | 3 | 1:10  | 0    |

|  | Volgend jaar in Primera División |
|  | Volgend jaar in Segunda División |

## Pre-Libertadores
| Deportes Antofagasta | Cobreloa             | 0-0 | 3-1 | 3-1 |
| Deportes Concepción  | Fernández Vial       | 1-0 | 2-2 | 3-2 |
| O'Higgins            | Universidad Católica | 1-0 | 1-1 | 2-1 |

Universidad Católica werd als vierde club opgevist omdat zij het hoogste eindigden in de competitie.
| Plaats | Club                 | Wed. | W | G | V | Saldo | Ptn. |
| ------ | -------------------- | ---- | - | - | - | ----- | ---- |
| 1      | Universidad Católica | 3    | 3 | 0 | 0 | 8:2   | 6    |
| 2      | O'Higgins            | 3    | 1 | 1 | 1 | 2:3   | 3    |
| 3      | Deportes Antofagasta | 3    | 1 | 0 | 2 | 3:4   | 2    |
| 4      | Deportes Concepción  | 3    | 0 | 1 | 2 | 2:6   | 1    |

|  | Gekwalificeerd voor Copa Libertadores 1992 |